# Ustav Republike Kosovo
Ustav Kosova (alb. Kushtetuta e Kosovës) predstavlja najviši pravno-politički dokument ove međunarodno nepriznate države. Ustav je potpisan 7. aprila 2008. godine u 13 sati po lokalnom vremenu u Nacionalnoj biblioteci u Prištini. Ratifikovan je 9. aprila i stupio na snagu 15. juna 2008.
Četvrtim članom ovog ustava definisana su i utvrđena pravila i zasebna ovlašćenja za sve tri grane privremenih vlasti Kosova. Jednodomnoj nacionalnoj skupštini Kosova povereno je obnašanje zakonodavne vlasti, izvršnu vlast predvode predsednik i premijer dok je za primenu zakona i pravosudni sistem zadužen Vrhovni sud. 
Ustav koji su doneli privremeni organi samouprave na Kosovu može biti menjan kroz proces usvajanja amandmana na ustav i to je regulisano njegovim 144. članom.
U predgovoru Ustava navedeno je sledeće:
 Mi, narod Kosova, odlučni smo u izgradnji budućnosti Kosova kao, slobodne, demokratske i miroljubive zemlje koja će biti domovina svim svojim građanima; posvećeni stvaranju države slobodnih građana koja će garantovati prava svakom građaninu, građanske slobode i jednakost svakog građanina pred zakonom; posvećeni državi Kosovo kao državi ekonomskog blagostanja i društvenog prosperiteta; uvjereni da će država Kosovo doprinjeti stabilnosti regiona i cijele Evrope stvaranjem dobrosusjedskih odnosa i saradnjom sa svim susjednim državama; uvjereni da će država Kosovo biti dostojan član porodice miroljubivih država svijeta; s namjerom da država Kosovo u potpunosti učestvuje u procesima evroatlantskih integracija; na svečan način, odobravamo Ustav Republike Kosovo.

## Spoljašnje veze
- Ustav Kosova, kushtetutakosoves.info (језик: енглески)
- Rezolucija 1244 (1999), NATO.int (језик: енглески)